# Újlengyel
Újlengyel is een plaats (község) en gemeente in het Hongaarse comitaat Pest. Újlengyel telt 1733 inwoners (2001).